# Nate Lubell
Bennet Nathaniel Lubell (New York, 15 agosto 1916 – Fort Lee, 17 settembre 2006) è stato uno schermidore statunitense.

## Biografia
Ha partecipato ai Giochi della XIV Olimpiade di Londra nel 1948, ai Giochi della XV Olimpiade di Helsinki nel 1952, ed ai Giochi della XVI Olimpiade di Melbourne nel 1956.

## Palmarès
In carriera ha conseguito i seguenti risultati:
- Giochi Panamericani:

Buenos Aires 1951: oro nella sciabola a squadre, oro nel fioretto a squadre, argento nella spada a squadre e bronzo nel fioretto individuale.